# Davidovce
Davidoc en albanais et Davidovce en serbe latin (en serbe cyrillique : Давидовце) est une localité du Kosovo située dans la commune/municipalité de Shtime/Štimlje, district de Ferizaj/Uroševac (Kosovo) ou district de Kosovo (Serbie). Selon le recensement kosovar de 2011, elle compte 744 habitants.

## Démographie

### Évolution historique de la population dans la localité
| 1948 | 1953 | 1961 | 1971 | 1981 | 1991 | 2011 |
| ---- | ---- | ---- | ---- | ---- | ---- | ---- |
| 220  | 225  | 267  | 337  | 429  | 495  | 744  |

|  |

### Répartition de la population par nationalités (2011)
En 2011, les Albanais représentaient 96,77 % de la population.